# 吉村早耶香
吉村 早耶香（よしむら さやか、1997年7月28日 - ）は、静岡県出身の女子競輪選手。日本競輪選手会静岡支部所属、ホームバンクは静岡競輪場。日本競輪学校（当時。以下、競輪学校）第112期生。師匠は村本大輔（77期）。妹も同じく競輪選手の吉村美有紀（124期）。

## 経歴
中学、高校時代は陸上競技投擲種目に打ち込んでいた。陸上部で鍛えた筋力を競輪に活かしたいと考え競輪選手を目指したという。
2016年1月14日、競輪学校第112回適性試験に合格。在校競走成績は4位（24勝）。卒業記念レースは2着。
2017年7月8日、静岡競輪場でデビューし5着。初勝利は同年7月9日の静岡競輪場、初優勝は2017年8月13日の千葉競輪場で挙げた。